# Sangay
Sangay je název aktivní sopky v Andách na jihu Ekvádoru. Sopka během posledních staletí často eruptovala.
5230 m vysoký, převážně andezitový stratovulkán je na vrcholu permanentně zaledněn. Sopka stojí na základech starší kaldery tvaru podkovy, současná podoba se zformovala před přibližně 14 000 lety. Sangay je zalesněn jen z východu, ostatní strany jsou bez porostu a pokryty popelem pocházejícím z četných laharů. První zaznamenaná erupce pochází z roku 1628. Další erupce byly zaznamenány ve dvou sériích v letech 1728–1916 a 1934–2007. Častá eruptivní činnost vyvolává neustálé změny v morfologii kráteru sopky. Sopka je obklopena národním parkem Sangay, který je zapsán na seznamu světového přírodního dědictví UNESCO.